# Dionysios Sourmelis
Dionysios Sourmelis (griechisch Διονύσιος Σουρμελής * 18. Jh. in Athen; † 1860er Jahre in Athen) war ein Freiheitskämpfer der Griechischen Revolution, Historiker und Orator des 19. Jahrhunderts.

## Frühe Jahre
Dionysios Sourmelis, über den es gegenwärtig nicht viele historische Belege gibt, wurde vermutlich gegen Ende des 18. Jahrhunderts in Athen geboren und starb auch dort, möglicherweise nach 1862. Er war ein Gelehrter und Geschichtsschreiber, der in Athen und später in Konstantinopel ausgebildet wurde. Ab 1835 wurde Dionysios Sourmelis gemäß dem königlichen Dekret vom 23. Februar (7. März) 1835 zum Notar von Athen ernannt. Im Jahr 1857 wurde berichtet, dass er Besitzer einer Privatschule in Athen war. Er war auch Mitglied der Archäologischen Gesellschaft von Athen.

## Beteiligung an der Griechischen Revolution
Dionysios Sourmelis war ein Freiheitskämpfer des Jahres 1821 (Griechische Revolution), der vor allem nach seiner Rückkehr aus Konstantinopel im Jahr 1822 aktiv war. 1823 wurde er Sekretär der Athenischen Demogerontia. Später, zwischen 1826 und 1827, beteiligte er sich am Kampf gegen die osmanischen Streitkräfte von Kioutachi Pascha, als dieser sich gegen Athen wandte.
Sourmelis nahm während der Belagerung der Akropolis (1826–1827) eine wichtige Rolle ein.
Schließlich gelang es Kioutachi am 24. Mai 1827 nach zahlreichen Schlachten, in denen sich zahlreiche Häuptlinge, insbesondere der Oberbefehlshaber Georgios Karaiskakis, hervortaten, die Übergabe der Akropolis.
Dionysios Sourmelis lernte während seiner Garnisonszeit Giannis Gouras, den Festungskommandanten der Athener Akropolis, gut kennen. Dionysios hielt auch Informationen über ihn fest, die heute als die wohl seriösesten über Gouras gelten.

## Schriften
Dionysios Sourmelis schrieb laut Triantafyllos E. Sklavenitis die „Geschichte, die er lebte, mit einer forschenden Haltung“, wie aus seinem Werk „Geschichte Athens während des Freiheitskampfes“ (1834 und 1853) hervorgeht, während er laut dem Historiker Dionysios Zakythinos zu den gelehrten Intellektuellen seiner Zeit gehörte, die sich beeilten, auf die Ansichten von Jakob Philipp Fallmerayer (1790–1861) auf verschiedene Weise zu reagieren, nachdem die beiden Bände seines Werkes „Geschichte der Halbinsel Morea während des Mittelalters“ in Stuttgart und Tübingen in den Jahren 1830 und 1836 veröffentlicht worden waren, mit Positionen, die „einen schweren Schatten auf den klaren Himmel des jungen Staates“ warfen. Dionysios Sourmelis befasste sich speziell mit der Geschichte Athens und mit seinem Werk: „Eine kurze Darstellung der Stadt Athen von ihrem Fall durch die Römer bis zum Ende der osmanischen Herrschaft“ (1842).
Sourmelis konstatierte in seinen Werken wiederholt die topografische und historische Entwicklung einzelner Orte Attikas. So erwähnte er etwa bereits 1842 den Ortsnamen Galatsi, dessen Herkunft er auf die Familie Galakis zurückführte, die dort umfangreiche Ländereien besaß. Er bestätigt gemeinsam mit Iakovos Rizos Ragavis zudem die Kontinuität der archäologischen Stätte von Rhamnous seit der Antike.
In bestimmten Werken dokumentierte er die arvanitische Präsenz in der Stadt Athen, insbesondere die der sogenannten Gagaren (Γκαγκαρέοι), einer albanischsprachigen Gemeinschaft, die seit dem Mittelalter in der Stadt ansässig war. Sourmelis’ Forschungen belegen die kontinuierliche Besiedlung Athens durch arvanitische Bevölkerungsgruppen bereits in vorosmanischer Zeit. Zudem untersuchte Sourmelis die Etymologie historischer Stadtviertel wie Plaka, wobei er mögliche arvanitische Ursprünge des Namens diskutierte.
Auch in Bezug auf das Werk von Dionysios Sourmelis „Attika: über die Gemeinden Attikas im Oes und über einige Stadtteile“ (1854), aber auch anderer Forscher des 19. Jahrhunderts, deren Beitrag nach Ansicht neuerer Archäologen und Forscher nicht unterschätzt wird, heißt es: „Der Versuch einiger Gelehrter in den vergangenen Jahrhunderten, antike Gemeinden an die Stelle neuerer, umbenannter Gemeinden zu setzen, hat unserer Forschung und unserem Wissen keineswegs geholfen, da dies mit großer Leichtigkeit und Oberflächlichkeit geschah.“ Bezeichnend ist der Fall von Dionysios Sourmelis, der Mitte des 19. Jahrhunderts versuchte, antike Demos mit Demos seiner Zeit anhand etymologischer und topografischer Kriterien zu identifizieren. Das Ergebnis ist, dass die Namen antiker Gemeinden Gebiete „schmücken“, mit denen sie in der Antike keine historische, geografische oder sonstige Verbindung hatten. Die verschiedenen Ausgaben der Werke von D. Sourmelis sind wie folgt:
- Dionysios Sourmelis, Den für das Vaterland Gefallenen während der Belagerung Athens: Innerhalb der Stadt und der Festung, im Heilsjahr 1826. Mit der Grabrede auf sie. Den ruhmreichen und unvergesslichen Familien der Vorkämpfer der griechischen Freiheit sowie den Philhellenen, die durch ihr großes Opfer für Griechenland beitrugen, in Dankbarkeit gewidmet von Dionysios Sourmelis. Aus der Unabhängigen Druckerei Pantelis K. Pantelis, Ägina 1828.
- Dionysios Sourmelis, Geschichte Athens während des Freiheitskampfes: Beginnend mit der Revolution bis zur Wiederherstellung der Ordnung. In drei Bücher gegliedert. Aus der Druckerei von Andreas Koromilas, Ägina 1834.
- Dionysios Sourmelis, Kurze Darstellung der Stadt Athen von ihrem Fall an die Römer bis zum Ende der Türkenherrschaft. Verfasst im Februar 1842. Aus der Druckerei Angelos Angelidis, Athen 1842.
- Dionysios Sourmelis, Geschichte Athens während des Freiheitskampfes: Beginnend mit der Revolution bis zur Wiederherstellung der Ordnung. In vier Bücher gegliedert. Druck von Nikolaos Angelidis, Athen 1853.
- Dionysios Sourmelis, Attika: oder über die Demen Attikas, worin auch über einige Teile der Stadt (des Asty). Aus der Druckerei Alexandros K. Gkarpola, Athen 1854.
- Dionysios Sourmelis, Kurze Darstellung der Stadt Athen von ihrem Fall an die Römer bis zum Ende der Türkenherrschaft. Fotomechanischer Nachdruck der Ausgabe von 1842. Karavias, Bibliothek historischer Studien Nr. 58, 2., verbesserte Auflage, Athen 1973.
- Dionysios Sourmelis, Kurze Darstellung der Stadt Athen: Von ihrem Fall an die Römer bis zum Ende der Türkenherrschaft. Anastatischer Nachdruck, D. N. Karavias, Athen 2001, ISBN 960-258-080-1, ISBN 978-960-258-080-6.
- Dionysios Sourmelis, Geschichte Athens: Während des Freiheitskampfes, beginnend mit der Revolution bis zur Wiederherstellung der Ordnung. Verlag Pelekanos, Athen 2011, ISBN 978-960-400-439-3.